# Ctenichneumon melanocastanus
Ctenichneumon melanocastanus là một loài tò vò trong họ Ichneumonidae.